# Фролов, Игорь Борисович
И́горь Бори́сович Фроло́в (29 июля 1938, Тбилиси, Грузинская ССР — 5 апреля 2007, Москва, Россия) — советский футболист (вратарь) и тренер. Мастер спорта СССР. Чемпион СССР 1962 года.

## Биография
Сын футболиста Бориса Фролова. Воспитанник футбольной школы «Юный динамовец» (Тбилиси).

### Карьера игрока
Начал карьеру в 1956 году в команде класса «А» «Динамо» (Тбилиси). Сезон 1958 года начал в другой тбилисской команде — «Спартак», а заканчивал его в тамбовском «Спартаке».
В московский «Спартак» перешёл в 1961 году. Первый матч за основной состав красно-белых провёл 4 июня. В 1961 году завоевал бронзовые медали чемпионата, а в следующем году стал чемпионом СССР. Всего сыграл за «Спартак» 29 матчей, в том числе 25 в чемпионате СССР и 4 в розыгрыше Кубка СССР. Дважды был заменён, шесть раз выходил на замену. Пропустил 26 голов. За дубль московского «Спартака» сыграл 26 матчей и пропустил не менее 7 мячей.
В 1963 году перешёл в ЦСКА. В 1965 году стал игроком команды «Динамо» (Минск), за которую дважды сыграл полевым игроком. По ходу сезона 1966 года перешёл в московский «Локомотив». В сезоне 1970 года Фролов не выступал, но уже в следующем году вернулся в футбол. По окончании чемпионата 1972 года завершил карьеру футболиста.

### Карьера тренера
Закончив играть в футбол, Фролов уже в следующем году начал карьеру тренера.
- 1973—1974 — тренер ЦСиО «Локомотив» (Москва).
- 1975—1976 — главный тренер команды второй лиги «Шахтёр» (Караганда).
- 1977 — тренер клуба «Спартак» (Москва).
- 1978 — государственный тренер ЦС ДСО «Спартак».
- 1979 — главный тренер команды «Терек» (Грозный).
- 1980 — главный тренер клуба «Спартак» (Орёл).
- январь — июль 1981 — главный тренер команды «Сталь» (Чебоксары).
- 1980-е — тренер «Звезда» (Джизак).
- 1980-е — тренер «Пахтакор» (Ташкент).
- 1984 — тренер «Динамо» (Батуми).
- 1987 — главный тренер «Спартак» (Кострома).
- январь — май 1989 — тренер «Спартак» (Андижан).
- май — декабрь 1989 — главный тренер «Спартак» (Андижан).
- 1990—1992 — преподаватель физкультуры в общеобразовательной школе.

Умер 5 апреля 2007 года. Похоронен на Перепечинском кладбище.

## Статистика выступлений
Данные по матчам и забитым мячам не всегда полные. Неполные данные обозначаются знаком ↑.
| Клуб                 | Сезон | Лига | Лига | Кубок | Кубок | Другие | Другие | Итого | Итого |
| Клуб                 | Сезон | Игры | Голы | Игры  | Голы  | Игры   | Голы   | Игры  | Голы  |
| -------------------- | ----- | ---- | ---- | ----- | ----- | ------ | ------ | ----- | ----- |
| «Спартак» (Москва)   | 1960  | 8    | -9   | 3     | -4    | 20     | ?      | 31    | -13↑  |
| «Спартак» (Москва)   | 1961  | 17   | -10  | 1     | -2    | 6      | -7     | 24    | -19   |
| «Спартак» (Москва)   | Итого | 25   | -19  | 4     | -6    | 26     | -7↑    | 55    | -32↑  |
| ЦСКА (Москва)        | 1963  | 1    | -0   | 0     | 0     | ?      | ?      | 1     | -0    |
| ЦСКА (Москва)        | 1964  | 8    | -1   | 2     | -2    | 32     | ?      | 42    | -3↑   |
| ЦСКА (Москва)        | Итого | 9    | -1   | 2     | -2    | 32↑    | -0     | 43↑   | -3↑   |
| «Динамо» (Минск)     | 1965  | 20   | ?    | 1     | ?     | 9      | -1     | 30    | -1↑   |
| «Динамо» (Минск)     | 1966  | 13   | ?    | 1     | -1    | 1      | 0      | 15    | -1↑   |
| «Динамо» (Минск)     | Итого | 33   | ?    | 2     | -1↑   | 10     | -1     | 45    | -2↑   |
| «Локомотив» (Москва) | 1966  | 0    | 0    | 0     | 0     | 3      | ?      | 3     | ?     |
| «Локомотив» (Москва) | 1967  | 14   | ?    | ?     | ?     | 4      | ?      | 19↑   | ?     |
| «Локомотив» (Москва) | 1968  | 10   | 2    | 0     | 0     | 0      | 0      | 10    | 2     |
| «Локомотив» (Москва) | 1969  | 20   | ?    | ?     | ?     | 0      | 0      | 20↑   | ?     |
| «Локомотив» (Москва) | 1971  | 3    | ?    | 0     | 0     | 0      | 0      | 3     | ?     |
| «Локомотив» (Москва) | 1972  | 7    | ?    | 1     | ?     | 0      | 0      | 8     | ?     |
| «Локомотив» (Москва) | Итого | 47   | ?    | 1↑    | ?     | 7↑     | ?      | 65    | ?     |

1. ↑  Количество игр и голов за клуб в различных лигах чемпионата СССР
2. ↑  Количество игр и голов за клуб в розыгрыше Кубка СССР
3. ↑  Количество игр и голов за клуб в турнире дублёров.

## Достижения
- Чемпион СССР 1962 года.
- Победитель Всемирных Спортивных Игр Молодёжи и Студентов: 1962.
- Бронзовый призёр чемпионата СССР 1961 года.